# Fianna Fáil
Fianna Fáil (irsk: Skæbnens soldater) er et republikansk-konservativt politisk parti i Republikken Irland. Ved valget i 2007 havde partiet ca. 55.000 medlemmer og 77 af de 166 sæder i Dáil Éireann. 
Partiet blev grundlagt 23. marts 1926, med Éamon de Valera som leder. Oprindelig var det et radikalt parti, til venstre for midten. Efterhånden bevægede det sig i en mere konservativ retning efter at det fra 1930'erne begyndte at dominere irsk politik. Siden 1932 har det været det største partit i Dáil, og det har haft regeringsmagten otte gange: 1932 1948, 1951–1954, 1957–1973, 1977–1981, 1982, 1987–1994, 1997–2007 og 2007–. 
I Europa-Parlamentet er partiet medlem af ALDE-gruppen, ligesom det indgår i det europæiske liberale parti ELDR.
Af Irlands otte præsidenter kom seks fra Fianna Fáil-regeringer eller blev udnævnt af Fianna Fáil. Kun Douglas Hyde (1938–1945) og Mary Robinson (1990–1997) har ikke haft forbindelse med partiet. Hyde blev indsat af de Valera, men oprindelig nomineret af partiet Fine Gael (og støttet af Fianna Fáil).

## Partiledere
| Éamon de Valera | 1926-1959 |
| Seán Lemass     | 1959-1966 |
| Jack Lynch      | 1956-1979 |
| Charles Haughey | 1979-1992 |
| Albert Reynolds | 1992-1994 |
| Bertie Ahern    | 1994-2008 |
| Brian Cowen     | 2008-2011 |
| Mícheál Martin  | 2011-     |